# La Folia
La folia ("dårskaben"), eller Folie d'Espagne som er den fuldstændige titel, er en dansemelodi, som spredtes fra Spanien og Portugal op over Europa i 1500- og 1600-tallet. Der er lavet et stort antal variationer over temaet.

## Musik, som bygger på La folia
- 1622 Carlo Milanuzzi: Stykke for lut
- 1630 Girolamo Frescobaldi: Stykke for orgel
- 1700 Arcangelo Corelli: La Folia, sonata opus 5 nr 12 for violin
- 1723 Alessandro Scarlatti: Toccata for cembalo med variationer over La Folia
- 1737 Antonio Vivaldi: Sonata for to violiner og cello
- 1742 Johann Sebastian Bach: Indgår i Bondekantaten, BWV 212
- 1803 Carl Philipp Emanuel Bach: 12 variationer for cembalo
- 1863 Franz Liszt: Rhapsodie espagnole for piano
- 1932 Sergej Rachmaninov: Variationer på et tema (La Folia) af Corelli opus 42 for orkester
- 2008 Karl Jenkins: "La Folia" (for marimba, indgår i The Concertos)

### I Sverige
La folia har stærk forankring også i folkelige traditioner. Blandt andet forekommer melodien i mange skillingstryk og i andre viser, hvoraf den mest kendte utvivlsomt er Sinclairvisan.

## Folia
Folia (portugisisk for 'dårskab', spansk: folia, italiensk: follia, fransk: folie) er almindeligvis en portugisisk karnevalsdans i hurtigt tempo akkompagneret af guitarer og kastagnetter. I 1600-tallet kom den til de franske hoffer under begrebet Folie d’espagne og blev der langsommere og mere majestætisk.